# Адре
Адре (фр. Adrets) насеље је и општина у источној Француској у региону Рона-Алпи, у департману Изер која припада префектури Гренобл.
По подацима из 2011. године у општини је живело 914 становника, а густина насељености је износила 57,13 становника/km². Општина се простире на површини од 16 km². Налази се на средњој надморској висини од 750 метара (максималној 2.440 m, а минималној 560 m).

## Демографија
| 1962. | 1968. | 1975. | 1982. | 1990. | 1999. | 2011. |
| ----- | ----- | ----- | ----- | ----- | ----- | ----- |
| 283   | 282   | 297   | 409   | 481   | 643   | 914   |

График промене броја становника у току последњих година